# Sigma d'Andròmeda
Sigma d'Andròmeda (σ Andromedae) és una estrella de la constel·lació d'Andròmeda.
Sigma d'Andròmeda és una nana de la seqüència principal blanca del tipus A de la magnitud aparent +4,51. Està aproximadament a 141 anys llum de la Terra.